# Associação de química
As associações de química têm como objetivo congregar químicos ou outras pessoas que trabalham e tenham interesse em química, com a finalidade de desenvolver, divulgar e promover o desenvolvimento da pesquisa, da educação e das aplicações práticas da química, zelando pelo alto nível científico da química nos respectivos países.
As principais associações de língua portuguesa são a Associação Brasileira de Química, a mais antiga do Brasil, a Sociedade Portuguesa de Química e a Sociedade Brasileira de Química.
Nos Estados Unidos, a American Chemical Society é a mais antiga e reputada associação de química. Tem correspondente no Reino Unido na Royal Society of Chemistry.